# فوگت (بادن-وورتمبرگ)
فوگت (به آلمانی: Vogt) یک شهر در آلمان است که در رافنسبورگ واقع شده‌است.